# Шампански език
Шампанският език е регионален диалект на френския, говорен във френската провинция Шампан, както и в Белгия.